# NDOUtils
NDOUtils est un addon pour Nagios, une application permettant la surveillance système et réseau. Il permet de stocker dans une base de données MySQL ou dans un fichier plat :
- La configuration des serveurs supervisés
- Les événements
- Les états des éléments supervisés

L'addon est composé de quatre éléments:
- ndomod : module chargé par Nagios pour transférer les éléments sus-cités vers un fichier plat, un socket UNIX ou un socket TCP,
- file2sock : outil chargé d'écrire dans un socket UNIX ou TCP les données récupérées depuis un fichier plat,
- log2ndo : outil chargé d'écrire dans un socket TCP ou UNIX les données récupérées depuis les fichiers journaux de Nagios,
- ndo2db : démon qui ouvre un socket UNIX ou TCP et insère les éléments reçus dans une base de données.

Le projet NDO n'a que peu évolué entre 2014 et mi-2016 (aucune version n'est sortie entre février 2014 et août 2016). Il est non soutenu et toujours considéré comme expérimental. Un certain nombre de projets liés à Nagios l'utilisaient néanmoins comme source de données (Centreon, openpom). D'autres l'ont reprogrammé afin d'être pleinement multiplate-formes comme Shinken.
Le projet concurrent Merlin vise une meilleure performance que NDO, une meilleure intégration dans Nagios et une compatibilité totale avec l'interface Ninja.